# What's Buzzin' Buzzard?
What's Buzzin' Buzzard? (¿Qué es lo que pasa, amigo?) es un cortometraje de animación estadounidense de 1943 dirigido por Tex Avery y producido por Fred Quimby y partitura musical de Scott Bradley. El corto se burla de la escasez de alimentos comunes en ese momento. La trama se centra en dos buitres (comúnmente conocidos como buzzards en inglés) que luchan por encontrar comida en el desierto. Fue estrenada en los cines el 27 de noviembre de 1943 por Metro-Goldwyn-Mayer. Al productor Fred Quimby no le gustó la caricatura, pero se sorprendió cuando fue puesta en conservación en la Biblioteca del Congreso.